# نورمن اس. اندلر
نورمن اس. اِندلر (انگلیسی: Norman S. Endler؛ ۲ مهٔ ۱۹۳۱ – ۷ مهٔ ۲۰۰۳) یک روان‌شناس و پژوهشگر اهل کانادا و استاد بازنشته دانشگاه یورک بود.
او از مدافعان مشهور رویکرد تقابلی در نظریه شخصیت بود و می‌گفت که صفات شخصیتی
با عوامل موقعیتی در ارتباط نزدیک است و با تأثیرپذیری از آن، رفتار را شکل می‌دهد. در نتیجه برای آنکه بتوان رفتار یک شخص را پیش‌بینی کرد، نه تنها باید صفات شخصیتی او را شناخت، بلکه می‌بایست از ماهیت موقعیت‌هایی که آن فرد در آن قرار دارد، باخبر بود و هیچ‌یک از این دو فاکتور، نمی‌تواند به‌تنهایی، پیش‌بینی‌کنندهٔ رفتار انسان باشد.